# António Augusto dos Santos Marto
António Augusto dos Santos Marto (Tronco, 5 maggio 1947) è un cardinale e vescovo cattolico portoghese, dal 28 gennaio 2022 vescovo emerito di Leiria-Fátima.

## Biografia
È nato il 5 maggio 1947 nella parrocchia di Tronco, comune di Chaves, nella diocesi di Vila Real.

### Formazione e ministero sacerdotale
Dopo aver completato gli studi preparatori nel seminario minore di Vila Real, ha seguito i corsi di filosofia e teologia presso l'Università Cattolica Portoghese, come alunno del seminario maggiore di Porto. Quindi, nel 1978, ha ottenuto il dottorato in teologia presso la Pontificia Università Gregoriana.
Il 7 novembre 1971 ha ricevuto l'ordinazione sacerdotale, incardinandosi nel clero di Vila Real.
Dopo il suo rientro da Roma, è rimasto stabilmente nella città di Porto, come docente di teologia presso l'Università Cattolica. È stato anche prefetto di disciplina del seminario maggiore di Porto e responsabile dei seminaristi della diocesi di Vila Real.

### Ministero episcopale e cardinalato
Il 20 maggio 2018 papa Francesco ha annunciato la sua nomina a cardinale nel concistoro del 28 giugno.
Il 28 gennaio 2022 papa Francesco ha accettato la sua rinuncia dal governo pastorale della diocesi di Leiria-Fátima all'età di settantaquattro anni; gli è succeduto José Ornelas Carvalho, S.C.I., contestualmente trasferito dalla diocesi di Setúbal.
Il 7 e 8 maggio 2025 ha partecipato come cardinale elettore al conclave che ha portato all'elezione di papa Leone XIV.
È membro del Dicastero per i laici, la famiglia e la vita e del Dicastero delle cause dei santi.

## Genealogia episcopale e successione apostolica
La genealogia episcopale è:
- Cardinale Scipione Rebiba
- Cardinale Giulio Antonio Santori
- Cardinale Girolamo Bernerio, O.P.
- Arcivescovo Galeazzo Sanvitale
- Cardinale Ludovico Ludovisi
- Cardinale Luigi Caetani
- Cardinale Ulderico Carpegna
- Cardinale Paluzzo Paluzzi Altieri degli Albertoni
- Papa Benedetto XIII
- Papa Benedetto XIV
- Cardinale Enrico Enriquez
- Arcivescovo Manuel Quintano Bonifaz
- Cardinale Buenaventura Córdoba Espinosa de la Cerda
- Cardinale Giuseppe Maria Doria Pamphilj
- Papa Pio VIII
- Papa Pio IX
- Cardinale Alessandro Franchi
- Cardinale Gaetano Aloisi Masella
- Cardinale José Sebastião d'Almeida Neto, O.F.M.Disc.
- Vescovo António José de Souza Barroso
- Vescovo Manuel Luís Coelho da Silva
- Cardinale Manuel Gonçalves Cerejeira
- Arcivescovo Ernesto Sena de Oliveira
- Arcivescovo Eurico Dias Nogueira
- Vescovo Joaquim Gonçalves
- Cardinale António Augusto dos Santos Marto

La successione apostolica è:
- Vescovo Ilídio Pinto Leandro (2006)
- Vescovo Virgilio do Nascimento Antunes (2011)